# Beograd Vukovi
I Beograd Vukovi sono una squadra di football americano di Belgrado, in Serbia; fondati nel 2003, hanno vinto 8 campionati nazionali e 6 titoli CEFL, 1 CEFL Cup, 1 coppa nazionale e 2 titoli SAAF (non ufficiali).

## Dettaglio stagioni

### Tackle

#### Tornei nazionali

##### Campionato

###### Superliga/Prva Liga
| Stagione | regular season | regular season | regular season | regular season | regular season | regular season | playoff | playoff | playoff | playoff | playoff | playoff      | playoff                |
|          | Vin            | Par            | Per            | Tot            | PF             | PS             | Vin     | Per     | Tot     | PF      | PS      | risultato    | avversaria             |
| -------- | -------------- | -------------- | -------------- | -------------- | -------------- | -------------- | ------- | ------- | ------- | ------- | ------- | ------------ | ---------------------- |
| 2011     | 6              | 0              | 1              | 7              | 293            | 106            | 2       | 0       | 2       | 96      | 50      | Campioni     | Kragujevac Wild Boars  |
| 2012     | 7              | 0              | 0              | 7              | 334            | 145            | 2       | 0       | 2       | 89      | 41      | Campioni     | Kragujevac Wild Boars  |
| 2013     | 7              | 0              | 0              | 7              | 347            | 82             | 2       | 0       | 2       | 101     | 12      | Campioni     | Kragujevac Wild Boars  |
| 2014     | 7              | 0              | 0              | 7              | 276            | 70             | 2       | 0       | 2       | 62      | 39      | Campioni     | Kragujevac Wild Boars  |
| 2015     | 6              | 0              | 1              | 7              | 190            | 72             | 1       | 1       | 2       | 66      | 31      | Serbian Bowl | Novi Sad Dukes         |
| 2016     | 7              | 0              | 0              | 7              | 345            | 136            | 1       | 1       | 2       | 83      | 74      | Serbian Bowl | Kragujevac Wild Boars  |
| 2017     | 6              | 0              | 1              | 7              | 232            | 104            | 0       | 1       | 1       | 7       | 33      | Semifinale   | Novi Sad Dukes         |
| 2018     | 6              | 0              | 1              | 7              | 283            | 125            | 1       | 1       | 2       | 85      | 63      | Serbian Bowl | Kragujevac Wild Boars  |
| 2019     | 6              | 0              | 1              | 7              | 295            | 95             | 1       | 1       | 2       | 76      | 104     | Serbian Bowl | Kragujevac Wild Boars  |
| 2020     | 4              | 0              | 1              | 5              | 286            | 203            | 2       | 0       | 2       | 135     | 90      | Campioni     | Jagodina Black Hornets |
| 2021     | 6              | 0              | 0              | 6              | 237            | 62             | 2       | 0       | 2       | 76      | 26      | Campioni     | Banat Bulls            |
| 2022     | 6              | 0              | 0              | 6              | 222            | 73             | 2       | 0       | 2       | 69      | 29      | Campioni     | Kragujevac Wild Boars  |
| Totale   | 74             | 0              | 6              | 80             | 3340           | 1273           | 18      | 5       | 23      | 945     | 592     |              |                        |

Fonti: Enciclopedia del Football - A cura di Roberto Mezzetti

##### Campionati giovanili

###### Juniorska Liga
| Stagione | regular season | regular season | regular season | regular season | regular season | regular season | playoff | playoff | playoff | playoff | playoff | playoff   | playoff    |
|          | Vin            | Par            | Per            | Tot            | PF             | PS             | Vin     | Per     | Tot     | PF      | PS      | risultato | avversaria |
| -------- | -------------- | -------------- | -------------- | -------------- | -------------- | -------------- | ------- | ------- | ------- | ------- | ------- | --------- | ---------- |
| 2015     | 5              | 0              | 1              | 6              | 110            | 47             | -       | -       | -       | -       | -       | -         | -          |
| 2016     | 2              | 0              | 2              | 4              | 54             | 59             | -       | -       | -       | -       | -       | -         | -          |
| 2017     | 2              | 0              | 2              | 4              | 60             | 36             | -       | -       | -       | -       | -       | -         | -          |
| Totale   | 9              | 0              | 5              | 14             | 224            | 142            | -       | -       | -       | -       | -       |           |            |

Fonti: Enciclopedia del Football - A cura di Roberto Mezzetti

###### Kadetska Liga
| Stagione | regular season | regular season | regular season | regular season | regular season | regular season | playoff | playoff | playoff | playoff | playoff | playoff    | playoff                |
|          | Vin            | Par            | Per            | Tot            | PF             | PS             | Vin     | Per     | Tot     | PF      | PS      | risultato  | avversaria             |
| -------- | -------------- | -------------- | -------------- | -------------- | -------------- | -------------- | ------- | ------- | ------- | ------- | ------- | ---------- | ---------------------- |
| 2016     | 1              | 0              | 1              | 2              | 33             | 31             | 0       | 1       | 1       | 0       | 37      | Semifinale | Jagodina Black Hornets |
| 2017     | 3              | 0              | 1              | 4              | 84             | 28             | -       | -       | -       | -       | -       | -          | -                      |
| Totale   | 4              | 0              | 2              | 6              | 117            | 59             | 0       | 1       | 1       | 0       | 37      |            |                        |

Fonti: Enciclopedia del Football - A cura di Roberto Mezzetti

###### Pionirska Liga
| Stagione | regular season | regular season | regular season | regular season | regular season | regular season | playoff | playoff | playoff | playoff | playoff | playoff   | playoff    |
|          | Vin            | Par            | Per            | Tot            | PF             | PS             | Vin     | Per     | Tot     | PF      | PS      | risultato | avversaria |
| -------- | -------------- | -------------- | -------------- | -------------- | -------------- | -------------- | ------- | ------- | ------- | ------- | ------- | --------- | ---------- |
| 2016     | 1              | 0              | 3              | 4              | 80             | 114            | -       | -       | -       | -       | -       | -         | -          |
| Totale   | 1              | 0              | 3              | 4              | 80             | 114            | -       | -       | -       | -       | -       |           |            |

Fonti: Enciclopedia del Football - A cura di Roberto Mezzetti

#### Tornei internazionali

##### IFAF Europe Champions League
| Stagione | regular season | regular season | regular season | regular season | regular season | regular season | playoff | playoff | playoff | playoff | playoff | playoff   | playoff            |
|          | Vin            | Par            | Per            | Tot            | PF             | PS             | Vin     | Per     | Tot     | PF      | PS      | risultato | avversaria         |
| -------- | -------------- | -------------- | -------------- | -------------- | -------------- | -------------- | ------- | ------- | ------- | ------- | ------- | --------- | ------------------ |
| 2014     | 1              | 0              | 0              | 1              | 39             | 6              | 1       | 1       | 2       | 48      | 43      | Finale    | Helsinki Roosters  |
| 2015     | 2              | 0              | 0              | 2              | 60             | 43             | 1       | 1       | 2       | 84      | 112     | Finale    | Carlstad Crusaders |
| 2016     | 1              | 0              | 1              | 2              | 76             | 57             | -       | -       | -       | -       | -       | -         | -                  |
| Totale   | 4              | 0              | 1              | 5              | 175            | 106            | 2       | 2       | 4       | 132     | 155     |           |                    |

Fonti: Enciclopedia del Football - A cura di Roberto Mezzetti

##### Central European Football League
| Stagione | regular season | regular season | regular season | regular season | regular season | regular season | playoff | playoff | playoff | playoff | playoff | playoff   | playoff               |
|          | Vin            | Par            | Per            | Tot            | PF             | PS             | Vin     | Per     | Tot     | PF      | PS      | risultato | avversaria            |
| -------- | -------------- | -------------- | -------------- | -------------- | -------------- | -------------- | ------- | ------- | ------- | ------- | ------- | --------- | --------------------- |
| 2014     | 4              | 0              | 2              | 6              | 209            | 114            | 1       | 0       | 1       | 27      | 17      | Campioni  | Ljubljana Silverhawks |
| 2015     | 2              | 0              | 1              | 3              | 96             | 75             | 1       | 1       | 2       | 44      | 39      | CEFL Bowl | Novi Sad Dukes        |
| 2016     | 4              | 0              | 0              | 4              | 203            | 64             | 1       | 1       | 2       | 98      | 52      | CEFL Bowl | Graz Giants           |
| 2017     | 2              | 0              | 0              | 2              | 62             | 52             | -       | -       | -       | -       | -       | -         | -                     |
| Totale   | 12             | 0              | 3              | 15             | 570            | 305            | 3       | 2       | 5       | 169     | 108     |           |                       |

Fonti: Enciclopedia del Football - A cura di Roberto Mezzetti

##### CEFL Cup
| Stagione | regular season | regular season | regular season | regular season | regular season | regular season | playoff | playoff | playoff | playoff | playoff | playoff    | playoff         |
|          | Vin            | Par            | Per            | Tot            | PF             | PS             | Vin     | Per     | Tot     | PF      | PS      | risultato  | avversaria      |
| -------- | -------------- | -------------- | -------------- | -------------- | -------------- | -------------- | ------- | ------- | ------- | ------- | ------- | ---------- | --------------- |
| 2018     | -              | -              | -              | -              | -              | -              | 2       | 0       | 2       | 111     | 69      | Campioni   | Seahawks Gdynia |
| 2019     | -              | -              | -              | -              | -              | -              | 1       | 1       | 2       | 55      | 56      | Semifinale | Giants Bolzano  |
| Totale   | -              | -              | -              | -              | -              | -              | 3       | 1       | 4       | 166     | 125     |            |                 |

Fonti: Enciclopedia del Football - A cura di Roberto Mezzetti

### Flag

#### Campionato

##### Ženska Fleg Liga
| Stagione | regular season | regular season | regular season | regular season | regular season | regular season | playoff | playoff | playoff | playoff | playoff | playoff   | playoff    |
|          | Vin            | Par            | Per            | Tot            | PF             | PS             | Vin     | Per     | Tot     | PF      | PS      | risultato | avversaria |
| -------- | -------------- | -------------- | -------------- | -------------- | -------------- | -------------- | ------- | ------- | ------- | ------- | ------- | --------- | ---------- |
| 2015     | 0              | 0              | 6              | 6              | 92             | 182            | -       | -       | -       | -       | -       | -         | -          |
| 2016     | 7              | 0              | 1              | 8              | 231            | 154            | -       | -       | -       | -       | -       | -         | -          |
| 2017     | 1              | 0              | 5              | 6              | 55             | 102            | -       | -       | -       | -       | -       | -         | -          |
| Totale   | 7              | 0              | 7              | 14             | 323            | 336            | -       | -       | -       | -       | -       |           |            |

Fonti: Enciclopedia del Football - A cura di Roberto Mezzetti

#### Campionati giovanili

##### Pionirska Fleg Liga
| Stagione | regular season | regular season | regular season | regular season | regular season | regular season | playoff | playoff | playoff | playoff | playoff | playoff       | playoff    |
|          | Vin            | Par            | Per            | Tot            | PF             | PS             | Vin     | Per     | Tot     | PF      | PS      | risultato     | avversaria |
| -------- | -------------- | -------------- | -------------- | -------------- | -------------- | -------------- | ------- | ------- | ------- | ------- | ------- | ------------- | ---------- |
| 2015     | 5              | 0              | 1              | 6              | 226            | 64             | 4       | 2       | 6       | 228     | 167     | Secondo posto | -          |
| 2016     | 11             | 0              | 1              | 12             | 400            | 196            | 0       | 2       | 2       | 34      | 51      | Terzo posto   | -          |
| 2017     | 4              | 0              | 2              | 6              | 176            | 110            | -       | -       | -       | -       | -       | -             | -          |
| Totale   | 20             | 0              | 4              | 24             | 802            | 370            | 4       | 4       | 8       | 262     | 218     |               |            |

Fonti: Enciclopedia del Football - A cura di Roberto Mezzetti

### Riepilogo fasi finali disputate
| Anno             | Luogo          | Evento                       | Fase del torneo   | Incontro                                | Risultato |
| 17 luglio 2011   |                | Superliga                    | Serbian Bowl      | Kragujevac Wild Boars - Beograd Vukovi  | 36 - 51   |
| 8 luglio 2012    |                | Superliga                    | Serbian Bowl      | Beograd Vukovi - Kragujevac Wild Boars  | 35 - 24   |
| 7 luglio 2013    |                | Superliga                    | Serbian Bowl      | Beograd Vukovi - Kragujevac Wild Boars  | 42 - 0    |
| 5 luglio 2014    |                | Superliga                    | Serbian Bowl      | Beograd Vukovi - Kragujevac Wild Boars  | 27 - 17   |
| 13 luglio 2014   | Élancourt      | IFAF Europe Champions League | Finale            | Helsinki Roosters - Beograd Vukovi      | 36 - 29   |
| 20 luglio 2014   | Ivančna Gorica | CEFL                         | CEFL Bowl         | Ljubljana Silverhawks - Beograd Vukovi  | 17 - 27   |
| 5 luglio 2015    | Novi Sad       | Prva Liga/CEFL               | Serbian/CEFL Bowl | Novi Sad Dukes - Beograd Vukovi         | 84 - 49   |
| 26 luglio 2015   | Belgrado       | IFAF Europe Champions League | Finale            | Carlstad Crusaders - Beograd Vukovi     | 31 - 20   |
| 3 luglio 2016    | Graz           | CEFL                         | CEFL Bowl         | Graz Giants - Beograd Vukovi            | 52 - 49   |
| 10 luglio 2016   | Belgrado       | Prva Liga                    | Serbian Bowl      | Beograd Vukovi - Kragujevac Wild Boars  | 29 - 53   |
| 25 giugno 2017   | Belgrado       | Prva Liga                    | Semifinale        | Beograd Vukovi - Novi Sad Dukes         | 7 - 33    |
| 10 giugno 2018   | Belgrado       | CEFL Cup                     | Finale            | Seahawks Gdynia - Beograd Vukovi        | 41 - 55   |
| 8 luglio 2018    | Kragujevac     | Prva Liga                    | Serbian Bowl      | Kragujevac Wild Boars - Beograd Vukovi  | 54 - 36   |
| 11 maggio 2019   | Belgrado       | CEFL Cup                     | Semifinale        | Beograd Vukovi - Giants Bolzano         | 27 - 42   |
| 7 luglio 2019    | Kragujevac     | Prva Liga                    | Serbian Bowl      | Kragujevac Wild Boars - Beograd Vukovi  | 60 - 55   |
| 22 novembre 2020 | Belgrado       | Prva Liga                    | Finale            | Jagodina Black Hornets - Beograd Vukovi | 46 - 56   |
| 10 luglio 2021   |                | Prva Liga                    | Serbian Bowl      | Beograd Vukovi - Banat Bulls            | 24 - 14   |
| 10 luglio 2022   |                | Prva Liga                    | Serbian Bowl      | Beograd Vukovi - Kragujevac Wild Boars  | 24 - 17   |

## Palmarès
- 8 Campionati serbi (2007, 2011, 2012, 2013, 2014, 2020, 2021, 2022)
- 2 Titoli SAAF[5] (2009, 2010)
- 1 Coppa di Serbia (2005)
- 1 Juniorska Liga (2009)
- 1 Kadetska Liga (2018)
- 1 Pionirska Liga (2013)
- 6 CEFL Bowl (2007, 2009, 2010, 2011, 2013, 2014)
- 1 CEFL Cup (2018)